# Hieracium krizsnae
Hieracium krizsnae es una especie de planta con flor del género Hieracium, de la familia Asteraceae, orden Asterales.

## Distribución
Hieracium krizsnae se distribuye por Eslovaquia.

## Taxonomía
Fue descrita científicamente por Lengyel & Zahn.
Tratamiento taxonómico
La especie aparece registrada en una sección de la publicación Magyar Bot. Lapok.